# Apple A9
 (mars 2016).
Apple A8 Apple A10 Fusion
L'Apple A9 est un processeur 64 bits SoC (système sur puce) basé sur une architecture 64 bits ARM créé par Apple Inc. Il est apparu pour la première fois dans l'iPhone 6s et l'iPhone 6s Plus, présentés le 9 septembre 2015. Apple affirme que le processeur est 70 % plus performant et le processeur graphique 90 % plus performant par rapport à son prédécesseur, l'Apple A8.

## Conception

### Dual sourcing
Les processeurs A9 sont fabriqués par deux sociétés : Samsung et TSMC. La version fabriquée par Samsung est nommée APL0898, laquelle est fabriquée avec un procédé de gravure en 14 nm FinFET et mesure 96 mm2 de large, tandis que la version de TSMC est nommée APL1022, fabriquée avec un procédé de gravure en 16 nm FinFET et mesure 104,5 mm2 de large. 
Il était prévu que les deux versions n'aient pas de différences significatives, mais en octobre 2015 il a été prétendu que les iPhone 6s avec un processeur A9 fabriqué par Samsung avaient une autonomie légèrement inférieure à ceux ayant un processeur fabriqué par TSMC. Apple a répondu que "les tests qui utilisent le processeur à pleine charge continuellement jusqu'à ce que la batterie faiblisse ne sont pas représentatifs de l'usage réel", et a dit que les tests internes combinés aux données des utilisateurs ont démontré une variance très faible d'uniquement 2 ou 3 %,.

### Galerie
Les processeurs sont identiques. Les boîtiers ont la même dimension (approximativement 15,0 × 14,5 mm) et ont uniquement quelques différences superficielles, comme leurs identifiants. En revanche, dans le package le procédé de gravure est différent.

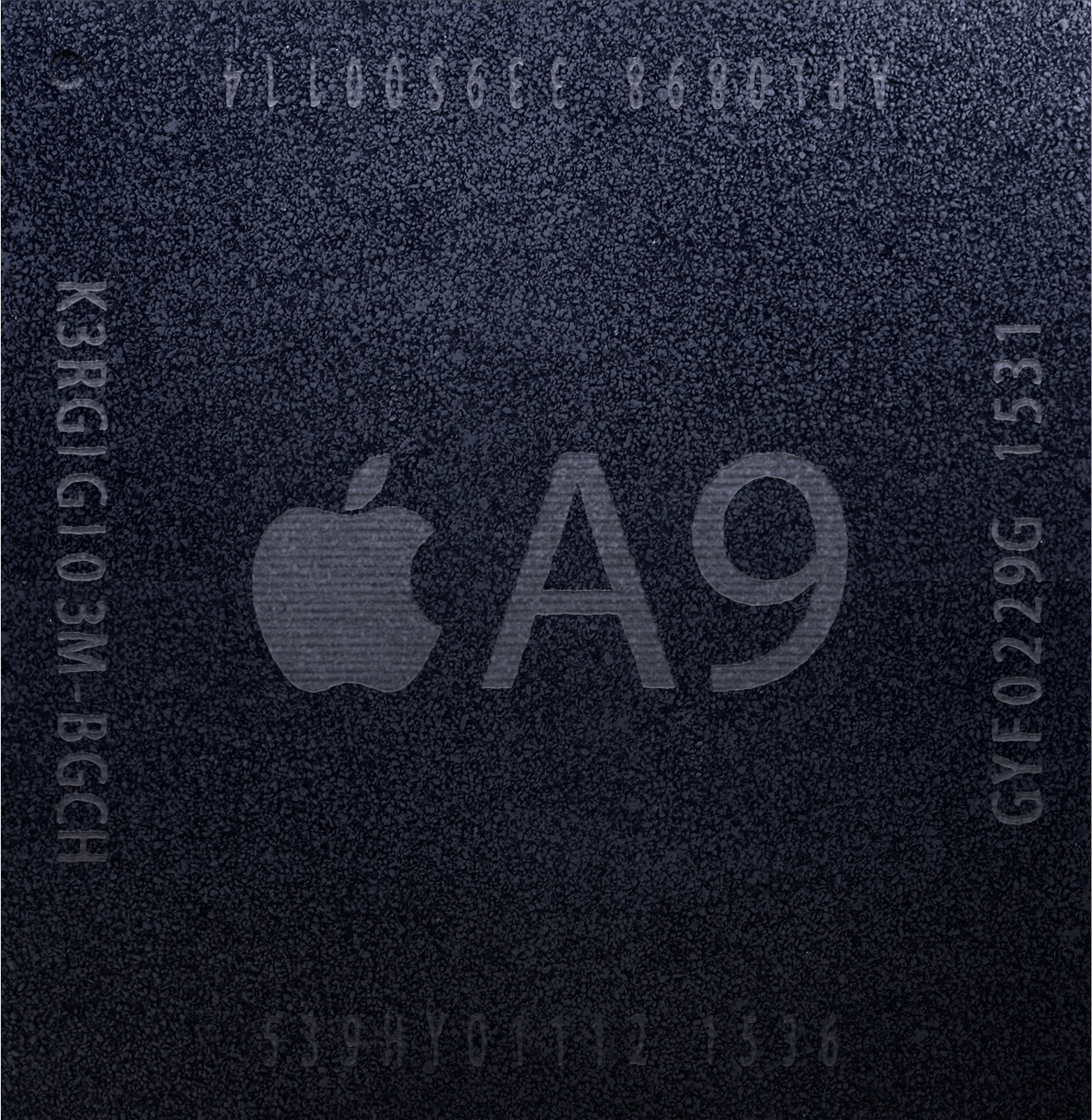
APL0898, l'A9 fabriqué par Samsung.
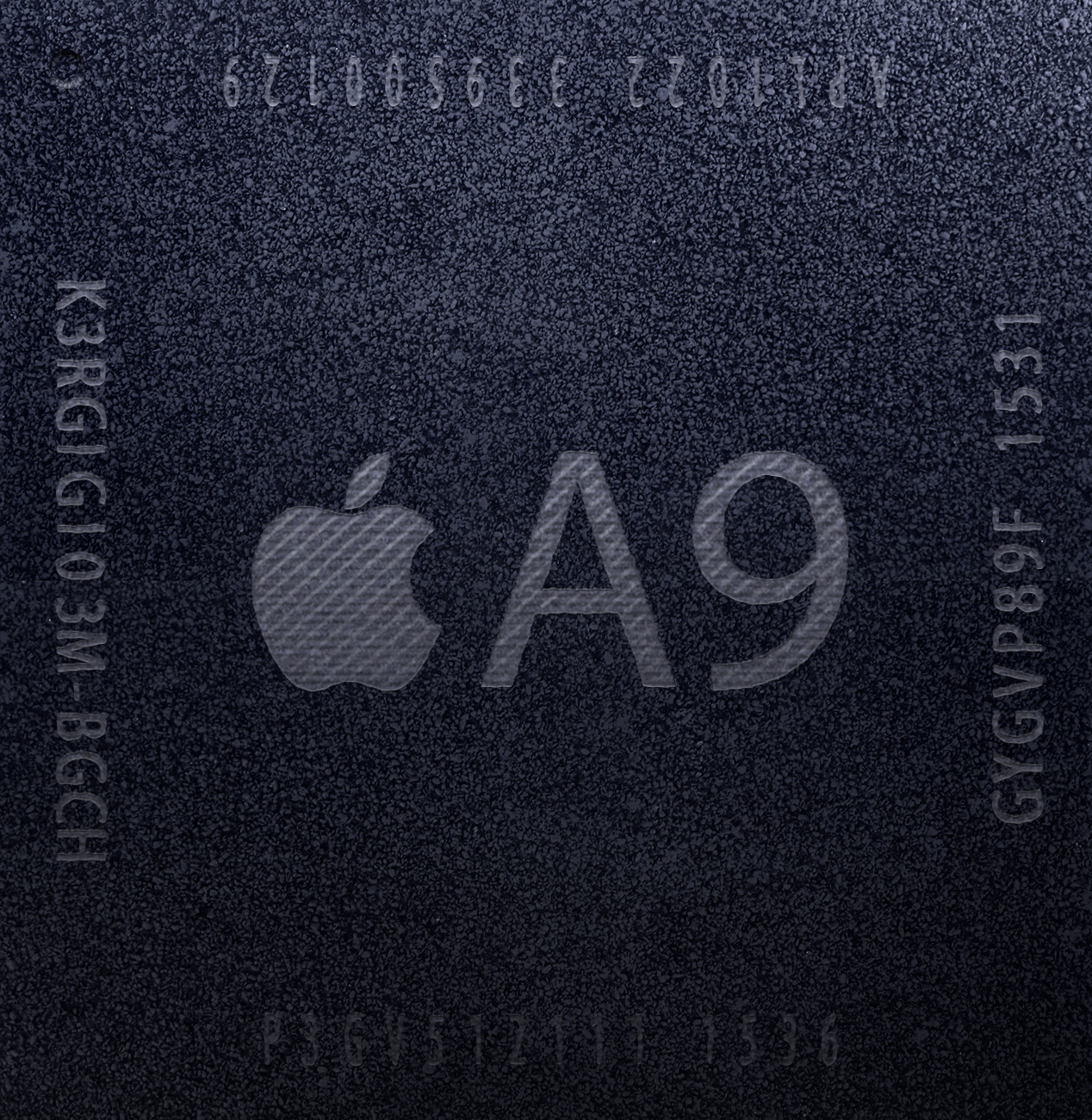
APL1022, l'A9 fabriqué par TSMC.

## Produits équipés d'un Apple A9
- iPhone 6s et 6s Plus
- iPhone SE
- iPad (5e génération)